# جوونزتاون (میسیسیپی)
جوونزتاون (به انگلیسی: Jonestown) شهرکی در ایالت میسیسیپی کشور ایالات متحده آمریکا است که جمعیت آن در سرشماری سال ۲۰۱۰ میلادی، ۱٬۲۹۸
نفر بوده‌است.